# Dąbrówka Nowa (gmina)
Dąbrówka Nowa – dawna gmina wiejska istniejąca w latach 1934–1954 w województwie poznańskim/pomorskim/bydgoskim (dzisiejsze województwo kujawsko-pomorskie). Siedzibą władz gminy była Dąbrówka Nowa.
Gmina zbiorowa Dąbrówka Nowa została utworzona 1 sierpnia 1934 roku w powiecie bydgoskim w województwie poznańskim z dotychczasowych jednostkowych gmin wiejskich: Dąbrówka Nowa, Kruszyn, Kruszyniec, Mochle, Osowiec, Osowagóra, Pawłówek i Zielonczyn (oraz z obszarów dworskich położonych na tych terenach lecz nie wchodzących w skład gmin). 1 kwietnia 1938 gmina Dąbrówka Nowa wraz z całym powiatem bydgoskim została przyłączona do woj. pomorskiego. 
Po wojnie gmina zachowała przynależność administracyjną. 6 lipca 1950 roku zmieniono nazwę woj. pomorskiego na bydgoskie.  Według stanu z dnia 1 lipca 1952 roku gmina składała się z 12 gromad: Dąbrówka Nowa, Kruszyn, Kruszyniec, Mochle, Osowiec, Pawłówek, Sicienko, Sitno, Trzemiętowo, Wojnowo, Zawada i Zielonczyn.
Gmina została zniesiona 29 września 1954 roku wraz z reformą wprowadzającą gromady w miejsce gmin. Jednostki nie przywrócono 1 stycznia 1973 roku po reaktywowaniu gmin.